# Кузьменко, Ирина Михайловна
Ирина Михайловна Кузьменко (род. 8 июля 1995 года) — российская профессиональная скалолазка. Бронзовый призёр чемпионата Европы 2019, неоднократная победитель и призёр Всероссийских соревнований по скалолазанию в дисциплине боулдеринг и трудность. Первая женщина в истории российского скалолазания, сумевшая пройти боулдеринговый маршрут категорией 8B, совершила первое женское прохождение Dreamtime Stand 8A+ (Крешьяно, Швейцария), открытую в 2000 году швейцарским скалолазом Фредом Николем. Активно популяризирует женское аутдор движение в России на своей странице в Instagram. Мастер спорта России международного класса (2020).

## Биография
Родилась в Красноярском крае в семье военного. В скалолазание пришла в 2008 году благодаря однокласснице. Через полгода после занятия скалолазанием под руководством Заслуженного тренера России и мастера спорта по скалолазанию Алисы Фирминовны Грачёвой в СДЮШОР им. В. Г. Путинцева выиграла первенство России в дисциплине трудность.
В 2014 году попала в основной состав Сборной России по скалолазанию, в составе которой выступила на чемпионате мира в городе Хихон (Испания). В декабре 2014 года получает травму позвоночника после падения с дерева в городе Калининград. Последующий месяц Ирина провела в больничной койке и, научившись заново ходить, возвратилась в Красноярск для последующей реабилитации. Полностью переквалифицировалась и начала выступать лишь в дисциплине боулдеринг. В мае 2016 года попала в состав Сборной России для участия на чемпионате мира по скалолазанию в Париже в дисциплине боулдеринг, но из-за непредвиденных обстоятельств не приняла участия.
В начале 2017 года переехала в Москву и на время прекратила спортивную деятельность до конца 2018 года.
В конце 2018 года Ирина переехала в Санкт-Петербург и возобновила не только спортивную соревновательную деятельность, но и пролезала первую боулдеринговую трассу категорией 8A в Magic Wood (Швейцария).
В начале 2019 года стала единственной женщиной из Сборной России по скалолазанию, прошедшей в полуфинальный раунд на Кубке Мира в дисциплине боулдеринг, который проходил в Москве.
В середине 2019 года отправилась в популярный боулдеринговый район Rocklands в ЮАР и стала первой женщиной в российском скалолазании, преодолевшей боулдеринговую трассу категорией 8B.
В конце 2019 года стала бронзовым призёром чемпионата Европы в дисциплине боулдеринг в Закопане (Польша).
В начале 2020 года совершила первое женское прохождение боулдеринговой трассы Dreamtime Stand 8A+ в Cresciano (Швейцария).
По настоящее время активно популяризирует женский outdoor боулдеринг и принимает активное участие в развитии скалолазных районов России.

## Результаты

### Чемпионаты мира
| Дисциплина | 2014 | 2019 | 2021 |
| ---------- | ---- | ---- | ---- |
| Трудность  | 37   | —    | —    |
| Боулдеринг | —    | 37   | 51   |

### Чемпионаты Европы
| Дисциплина | 2019 | 2020 |
| ---------- | ---- | ---- |
| Боулдеринг | 3    | 11   |

### Чемпионаты России
| Дисциплина                  | 2022        |
| --------------------------- | ----------- |
| Командный зачёт. Боулдеринг | 01 ! [ 12 ] |

### Всероссийские соревнования
| Дисциплина | 2022 | 2023 |
| ---------- | ---- | ---- |
| Боулдеринг | 3    | 3    |

### Кубки России
| Дисциплина                 | 2022 |
| -------------------------- | ---- |
| Командный зачёт. Трудность | 1    |
| Трудность                  | 4    |